# Кортемађоре
Кортемађоре је насеље у Италији у округу Пјаченца, региону Емилија-Ромања.
Према процени из 2011. у насељу је живело 3659 становника. Насеље се налази на надморској висини од 53 м.

## Становништво
| 1951. | 1961. | 1971. | 1981. | 1991. | 2001. | 2011. |
| ----- | ----- | ----- | ----- | ----- | ----- | ----- |
| 5.524 | 6.070 | 5.221 | 4.901 | 4.481 | 4.172 | 4.456 |